# Hemicordulia ogasawarensis
Hemicordulia ogasawarensis é uma espécie de libelinha da família Corduliidae.
É endémica do Japão.